# Bacopa monnierioides
Bacopa monnierioides är en grobladsväxtart som först beskrevs av Adelbert von Chamisso, och fick sitt nu gällande namn av B. L. Robinson. Bacopa monnierioides ingår i släktet tjockbladssläktet, och familjen grobladsväxter. Inga underarter finns listade i Catalogue of Life.